# Shiranui (tàu khu trục Nhật)
Shiranui (tiếng Nhật: 不知火) là một tàu khu trục hạng nhất của Hải quân Đế quốc Nhật Bản thuộc lớp Kagerō đã phục vụ tại Mặt trận Thái Bình Dương trong Chiến tranh Thế giới thứ hai.
Vào ngày 26 tháng 10 năm 1944, sau Trận chiến eo biển Surigao, Shiranuhi được gửi đi tìm kiếm các tàu chiến bị mất tích: tàu tuần dương Kinu và tàu khu trục Uranami, rồi sau đó hỗ trợ cho chiếc Hayashimo. Sang ngày 27 tháng 10, nó bị máy bay của Lực lượng Đặc nhiệm 77 Hải quân Hoa Kỳ đánh chìm ở cách 150 km (80 dặm) về phía Bắc Iloilo, Panay, ở tọa độ 12°0′B 122°30′Đ / 12°B 122,5°Đ.
Shiranuhi được rút khỏi danh sách Đăng bạ Hải quân vào ngày 10 tháng 12 năm 1944.